# Angel's Holiday
Pour plus de détails, voir Fiche technique et Distribution.
Angel's Holiday (littéralement : Vacances de l'ange) est un film américain en noir et blanc réalisé par James Tinling, sorti en 1937.

## Synopsis
Aidée par un journaliste en herbe, June parvient à délivrer une actrice de cinéma dans sa ville natale.

## Fiche technique
- Titre : Angel's Holiday
- Réalisation : James Tinling
- Assistant-réalisateur : Aaron Rosenberg, Henry Weinberger (non crédité)
- Scénario : Frank Fenton (en) et Lynn Root
- Photographie : Daniel B. Clark
- Montage : Nick DeMaggio (en)
- Musique : Samuel Kaylin (en) (non crédité)
- Direction artistique : Bernard Herzbrun
- Décors :
- Costumes : Herschel McCoy
- Producteur : Darryl F. Zanuck
- Producteur associé : John Stone (en)
- Producteur exécutif : Sol M. Wurtzel (non crédité)
- Société de production et de distribution : Twentieth Century Fox
- Pays de production :  États-Unis
- Langue d'origine : anglais américain
- Format : noir et blanc — 35 mm — 1,37:1 — son : mono (Western Electric Mirrophonic Recording)
- Genre : comédie
- Durée : 76 minutes (1 h 16)
- Dates de sortie : 
  - États-Unis : 28 mai 1937 (New York, Première)
  - États-Unis : 28 mai 1937 (sortie nationale)

## Distribution
- Jane Withers : June 'Angel' Everett
- Joan Davis : Stivers
- Sally Blane : Pauline Kaye
- Robert Kent : Nick Moore
- Harold Huber : Bat Regan
- Frank Jenks : Butch Broder
- Ray Walker : Crandall
- John Qualen : Waldo Everett
- Lon Chaney Jr. : Eddie
- Al Lydell : Gramp Hiram Seely
- Russell Hopton : Gus
- Paul Hurst : le sergent Murphy
- John Kelly (en)	: Maxie
- George Taylor : Eddie
- Cy Kendall : le chef de police Davis
- Charles Arnt : Ralph Everett
- Tom London : un camionneur